# Leonard Borgström
Johan Henrik Leonard Borgström, född 16 maj 1876 i Sibbo, död 1 mars 1954 i Helsingfors, var en finländsk mineralog, geolog och kemist.
Borgström blev student 1894 och filosofie doktor i Helsingfors 1903. Han var assistent vid universitetets mineralogisk-geologiska institution 1897–1918, vid Geologiska kommissionen (Finlands geologiska undersökning) 1896–1902 samt blev t.f. statsgeolog 1900 och var professor i mineralogi vid Helsingfors universitet 1918–46.
År 1917 blev han föreståndare för bergslaboratoriet och geolog vid Herman Renlunds stiftelse till främjande av den praktiska geologiska undersökningen, och blev 1919 ordförande i styrelsen för samma stiftelse. Hans vetenskapliga arbeten ligger väsentligen inom mineralogin och petrografin; han sysslade särskilt med undersökningar om meteoriter och minerals kristallform och kemiska sammansättning.